# Heterarmia diorthogonia
Heterarmia diorthogonia är en fjärilsart som beskrevs av Eugen Wehrli 1925. Heterarmia diorthogonia ingår i släktet Heterarmia och familjen mätare. Inga underarter finns listade i Catalogue of Life.